# Stazione di Locate Varesino-Carbonate
Stazione di Locate Varesino-Carbonate vasútállomás Olaszországban, Lombardia régióban, mely Locate Varesino és Carbonate településeket szolgálja ki.

## Vasútvonalak
Az állomást az alábbi vasútvonalak érintik:
- Saronno-Laveno-vasútvonal

## Kapcsolódó állomások
A vasútállomáshoz az alábbi állomások vannak a legközelebb:
- Stazione di Tradate-Abbiate Guazzone
- Stazione di Mozzate